# Ксенийски манастир
Ксенийският манастир (на гръцки: Μονή Ξενιάς) се намира на североизточните склонове на планината Отрис на южната граница на Магнезия, между селата Кокоти и Вринаина в дем Алмирос. Мястото му е на 60 километра от Волос и на 25 километра от Алмирос. Наличието на останки от раннохристиянска църква, вероятно датираща от VII век, свидетелства за дългата история на района. Въпреки това според преобладаващото мнение в научните среди основите на манастира трябва да се поставят в края на X век, без това да изключва съществуването на по-ранен храм.
От 1970 година съществуват два манастира в Магнезия под името Ксенийски манастир, които се намират на разстояние 12 километра един от друг. Горният манастир е по-стар, докато долният възниква като негов метох посветен на Свети Николай. Днес горният манастир е мъжки, а долният – женски, като и двата манастира са посветени на Успение Богородично, горният празнува на 15 август, а долният – на 23 август.
Католиконът е единствената стара сграда на манастира.Той не оцелява в оригиналния си вид, въпреки че е запазил първоначалното си покритие. За последно е реставриран през 1663 година. Архитектурата му е в константинополски стил от IX – X век и е много сходна на тази на католикона на Ватопедския манастир. Католиконите на Ксенийския манастир и на „Свети Лука“ в Дистомо са дело на едни и същи майстори. Също така някои оцелели архитектурни елементи на католикона са идентични с тези на църквите в Костур. Запазените стенописи датират от 1663 година и принадлежат на Критската школа.
На 22 април 2022 година, Разпети петък, край Ксенийския манастир е изиграна възстановка на разпятие Христово, след като с помощта на дарители е реставриран старият манастир. Филхармоничният оркестър на дем Алмирос озвучава представлението.